# Parlementair onderzoek onderwijsvernieuwingen
Commissie-Dijsselbloem was een parlementaire onderzoekscommissie over de onderwijsvernieuwingen in het voortgezet onderwijs in Nederland.
Op 17 april 2007 stemde de Tweede Kamer in met de instelling van de Tijdelijke Commissie Parlementair Onderzoek Onderwijsvernieuwingen. Op 25 april werd de commissie geïnstalleerd. Deze bestond uit Tweede Kamerleden van bijna alle partijen, en stond onder leiding van Jeroen Dijsselbloem (PvdA).
Op 13 februari 2008 presenteerde de commissie haar eindrapport Tijd voor onderwijs, over de onderwijsvernieuwingen in de jaren negentig: de basisvorming, de tweede fase (onder meer het Studiehuis) en het vmbo. In het eindrapport werd onder meer geconcludeerd dat de overheid haar kerntaak, het zeker stellen van de kwaliteit van het onderwijs, de afgelopen jaren ernstig heeft verwaarloosd. De overheid heeft zich, soms tot in het klaslokaal, bemoeid met de didactiek en tegelijkertijd de invulling van de onderwijsdoelen in hoge mate aan anderen overgelaten en nagelaten voldoende toezicht te houden op onderwijsresultaten. Er werd dan ook gesteld dat de politiek zich niet te veel moet bemoeien met het te geven dagelijkse onderwijs maar dit meer aan leraren en ouders moet overlaten. Ten aanzien van de ingrijpende vernieuwingen in het voortgezet onderwijs in de jaren negentig trekt de commissie een aantal conclusies:
- De analyse van problemen schoot tekort
- Er zijn grote risico's genomen met kwetsbare leerlingen
- De verantwoordelijke bewindslieden vertoonden een tunnelvisie
- Het politiek draagvlak werd belangrijker gevonden dan het draagvlak in het onderwijs
- De docenten, ouders en leerlingen zijn onvoldoende gehoord in 'onderwijspolder'
- Veel beleidskeuzen werden bepaald door het financiële kader
- Parallelle ingrijpende veranderingen doorkruisten de vernieuwing
- De genoemde didactische vernieuwingen werden door de scholen (deels ten onrechte) als verplicht ervaren
- Er was achteraf een forse aanpassing in de regelgeving
- De effecten van de onderwijsvernieuwingen op de onderwijsresultaten lopen uiteen
- Er werd te veel waarde gehecht aan de goede positie van Nederland op de internationale ranglijsten
- De wetenschappelijke onderbouwing van 'het nieuwe leren' ontbreekt grotendeels
- De wijze van invoering van 'het nieuwe leren' was risicovol

De commissie besteedde ook aandacht aan de manier waarop met de kritiek (van onder anderen hoogleraar Jan Dirk Imelman) op het Studiehuis is omgegaan.
Het Landelijk Aktie Komitee Scholieren (LAKS) steunde de bevindingen van de commissie.

## Commissieleden
- Jeroen Dijsselbloem (PvdA), voorzitter
- Bas Jan van Bochove (CDA)
- Nathalie de Rooij (SP)
- Halbe Zijlstra (VVD)
- Martin Bosma (PVV)
- Tofik Dibi (GL)
- Cynthia Ortega-Martijn (CU)
- Boris van der Ham (D66)